# Callaeum
A Callaeum a Malpighiales rendjébe és a malpighicserjefélék (Malpighiaceae) családjába tartozó nemzetség.

## Rendszerezés
A nemzetségbe az alábbi 11 faj tartozik:
- Callaeum antifebrile (Ruiz ex Griseb.) D.M.Johnson
- Callaeum chiapense (Lundell) D.M.Johnson
- Callaeum clavipetalum D.M.Johnson
- Callaeum coactum D.M.Johnson
- Callaeum johnsonii W.R.Anderson
- Callaeum macropterum (DC.) D.M.Johnson
- Callaeum malpighioides (Turcz.) D.M.Johnson
- Callaeum nicaraguense (Griseb.) Small - típusfaj
- Callaeum psilophyllum (A.Juss.) D.M.Johnson
- Callaeum reticulatum D.M.Johnson
- Callaeum septentrionale (A.Juss.) D.M.Johnson